# 5031 Švejcar
5031 Švejcar è un asteroide della fascia principale. Scoperto nel 1990, presenta un'orbita caratterizzata da un semiasse maggiore pari a 2,4362959 UA e da un'eccentricità di 0,1241382, inclinata di 2,34133° rispetto all'eclittica.
L'asteroide è dedicato al medico ceco Josef Švejcar.